# Green Valley (Arizona)
Green Valley – jednostka osadnicza w Stanach Zjednoczonych, w stanie Arizona, w hrabstwie Pima.